# 康尼·阿尔茨
康尼·克拉拉·阿尔茨（荷蘭語：Conny Clara Aerts，1966年1月26日—），是一位比利时（弗拉芒）天体物理学教授，她专攻星震學。在荷兰语鲁汶天主教大学担任天文学研究所所长并在奈梅亨拉德堡德大学担任星震学小组主席。2012 年，她成为第一位获得科学与技术类别法朗基獎的女性。

## 生平
阿尔茨出生于比利时布拉斯哈特。她在安特衛普大學获得数学学士和硕士学位。1987年和1988年参加了国际天文学青年营。1993年，她继续在荷语天主教鲁汶大学完成博士学位。完成后，她花了几个月的时间在特拉华大学进行研究。1993年至2001年，她在科学研究基金会担任博士后研究员，当时她被任命为荷语天主教鲁汶大学的讲师。她于2004年成为第一副教授，然后于2007年成为荷语天主教鲁汶大学的正教授。

## 研究
在她的研究中，她使用恒星振荡来确定恒星的内部自转剖面。这些振荡是从地面和天基望远镜获得的。在她的PROSPERITY项目中，她使用了从對流旋轉和行星橫越任務CoRoT卫星和NASA克卜勒太空望遠鏡获得的数据。她目前是PLATO任务的比利时首席调查员。
阿尔茨开发了使用高斯混合分类来分析数据的方法。她用这种方法来确定恒星结构并为恆星演化理论中的恒星模型提供信息。通过这些技术，她取得了许多发现，包括巨星的非刚性自转。
她基于恒星振荡开发的理论模型也使她能够高精度地确定恒星的年龄。
阿尔茨曾两次获得欧洲研究委员会（ERC）的高级资助：一次是2008年的PROSPERITY项目，第二次是2015年的MAMSIE（大质量恒星的混合和角动量传输）的项目。

## 外展
阿尔茨是荷语天主教鲁汶大学理学院传播与外展副院长。她直言不讳地表示有必要在科学领域加强两性平等，并且是国际天文学联合会女性天文学工作组的成员。

## 奖项和认可
- 2010年，她被选为皇家天文学会名誉院士。[14]
- 2011年，她成为皇家弗拉芒科学与艺术学院的成员。[14]
- 2012年，她获得了法朗基獎。[8]
- 2016年，她获得了利奥波德指挥官等级勋章荣誉。[15]
- 2017年，她受牛津大学邀请参与Hintze Lecture，发表了题为“Starquakes Expose stellar heartbeats”的公开讲座。[6]
- 2018年，她因在星震学领域的工作而获得欧空局Lodewijk Woltjer Lecture。[10]
- 2019年，小行星413033以她的名字Aerts命名。[16]小行星中心于2019年5月18日发布了官方命名引文（M.P.C. 114955）。[17]
- 2020 年，她被授予研究基金-佛兰德斯（FWO）精确科学卓越奖。[18]
- 2022年，获科维理奖天文学奖。[19]
- 2024年，获克拉福德奖